# Calopteryx amata
Calopteryx amata – gatunek ważki z rodziny świteziankowatych (Calopterygidae). Występuje na terenie Ameryki Północnej.